# Parti indépendant américain
 (décembre 2024).
Pour les articles homonymes, voir Parti indépendant.
Le Parti indépendant américain (en anglais : American Independent Party, abrégé en AIP) est un parti politique américain d'extrême droite créé en 1967 par Bill Shearer (en) et sa femme Eileen Knowland Shearer. L'AIP est connu pour la nomination de l'ancien gouverneur d'Alabama George Wallace qui a remporté cinq États lors de l'élection présidentielle américaine de 1968 avec un programme ségrégationniste face à Richard M. Nixon et Hubert H. Humphrey.
En 1969, des représentants de quarante États ont établi le Parti américain (en) comme successeur du Parti indépendant américain. Le Parti américain, comme on l'appelait communément et légalement appelé dans plusieurs États, a présenté occasionnellement des candidats au Congrès et au poste de gouverneur, mais peu ont eu un impact réel.
Le Parti indépendant américain se divise en 1976 en deux branches : le modern American Independent Party et le American Party.